# Fjordgard
Fjordgard is een plaats in de Noorse gemeente Lenvik op het eiland Senja in de provincie Troms. Fjordgard telt 206 inwoners (2007) en heeft een oppervlakte van 0,23 km².